# SixthSense
SixthSense és un dispositiu portàtil d'interfície gestual desenvolupat per Pranav Mistry, un estudiant de doctorat en el grup d'Interfícies de Fluids del MIT Media Lab. És similar a Telepointer, un projector neckworn o sistema de càmeres desenvolupat per l'estudiant Steve Mann de Media Lab